# Jean Ollivier
Jean Ollivier (1925, Paimpol, Côtes-d'Armor – 30. prosince 2005) byl francouzský novinář a spisovatel, autor knih pro děti a mládež a scénářů pro komiksy.

## Život
Svou novinářskou kariéru začal v měsíčníku Avant-garde spojeném s Hnutím francouzské komunistické mládeže (Mouvement Jeunes Communistes de France). Brzy ale začal pracovat pro komiksový časopis Vaillant, jehož byl v letech 1949–1958 šéfredaktorem. Během existence časopisu (do konce roku 1992 včetně doby jeho přejmenování na Pif Gadget) napsal scénáře pro celou řadu proslulých komiksových sérií. Pro komiks také adaptoval některá díla světové literatury (například Till Eulenspiegel, Knihy džunglí, Bílá velryba). Od roku 1978 spolupracoval na historických komiksech pro nakladatelství Éditions Larousse, jako je Histoire de France en Bandes Dessinées (1976–1978, Historie Francie v komiksu) nebo La Decouverte du Monde en Bandes Dessinées (1978–1980, Objevování světa v komiksu). Je rovněž autorem knih pro děti a mládež.

## Dílo (výběr)

### Scénáře pro komiksy
- Yves le Loup (1947 až 1965, Vlk Yves), založeno na příbězích krále Artuše.
- Ragnar le Viking (1955 až 1969, Viking Ragnar), odehrává se na přelomu 9. a 10. století.
- Jacques Flash (1957–1961), příběhy francouzského novináře, který používá sérum neviditelnosti v boji proti trestné činnosti.
- Cartouche (1964 až 1966), příběhy známého lupiče.
- Robin des Bois (1965 až 1975 a 1982, Robin Hood), inspirováno příběhy anglického lidového hrdiny Robina Hooda.
- Loup Noir (1969 až 2005, Černý Vlk), příběhy indiánského bojovníka.
- Docteur Justice (1970 až 1993, Doktor Justice), příběhy doktora a dobrodruha Benjamina Justice, člena WHO, který cestuje po světě, bojuje proti darebákům, překupníkům, vykořisťovatelům a dalším padouchům všeho druhu a při střetnutí s nimi využívá své znalosti mistra juda a karate.
- Erik le Rouge (1976 až 1977, Erik Rudý), založeno na historické postavě Vikinga Erika Rudého.
- Ayak (1979 až 1984), dobrodružné příběhy arktického vlka během zlaté horečky na Yukonu.

### Knihy
- Le Mercure d'or (1957, Zlatý Merkur).
- La Vallée des éponges (1958), česky jako Potopené město, dobrodružství skupiny potápěčů při filmování v tajemném podmořském světě, jež vyvrcholí objevením starého antického města pohlceného před dvěma tisíciletími mořem.
- L'Aventure viking (1961).
- Indiens et Vikings (1961).
- Surcouf, roi de la course (1969).
- Guillaume le Conquéran (1969, Vilém Dobyvatel).
- Robin des Bois (1974, Robin Hood).
- 21 janvier 1793 – Louis XVI le roi guillotiné(1989).
- Le Pirate du Mississippi (1992, Piráti na Mississippi).
- Le Viking du dernier rivage (1993).

## Filmové adaptace
- Docteur Justice (1975, Doktor Justice), francouzský film, režie Christian-Jaque.[4]

## Česká vydání
- Potopené město, SNDK, Praha 1963, přeložil Václav Netušil.